# The Great Society
A The Great Society (The Great! Society néven is ismert) egy 1965-ben alakult San Franciscó-i rockegyüttes volt. Egy évig tartó fennállása során leginkább a város Haight-Ashbury nevű negyedében tett szert hírnévre. Stílusára a pszichedelikus rock és a folk-rock volt jellemző. Az együttesre ma leginkább amiatt emlékeznek, hogy itt kezdte zenei pályáját a korábban modellként dolgozó Grace Slick, aki 1966-ban a Jefferson Airplane-hez csatlakozott. Rajta kívül az együttesben akkori férje, Jerry Slick dobos, Jerry fivére, Darby Slick gitáros, David Miner énekes-gitáros, Bard DuPont basszusgitáros és Peter Vandergelder szaxofonos játszott. Miner és DuPont még feloszlása előtt elhagyta az együttest.

## Az együttes története
1965 nyarának végén Grace és Jerry Slick a The Matrix klubban részt vett egy új együttes, a Jefferson Airplane első koncertjén. Elhatározták, hogy ők is együttest alapítanak, ami viszonylag rövid idő alatt sikerült is. Első fellépésük 1965. október 15-én, a San Francisco North Beach negyedében található Coffee Galleryben volt.
Egyetlen kislemezük 1966-ban jelent meg, rajta a Somebody to Love (eredetileg Someone to Love) és a Free Advice című dalokkal. A kislemezt az Autumn Records leányvállalata, a North Records adta ki. A San Francisco Bay Areán kívül nem jártak sikerrel, de az Autumn Recordsszal való kapcsolatuk lehetővé tette, hogy Sylvester Stewart producerrel dolgozhassanak (Stewart a Sly & the Family Stone frontembereként vált világhírűvé). Mivel a The Great Society tagjai nem voltak hivatásos zenészek, a stúdiófelvételek lassan haladtak. Stewart állítólag dühében kiviharzott a stúdióból, mert az együttes 50 próbálkozás után sem tudott felvenni egy dalt.
Az együttes akkor kezdett sikereket elérni, amikor a Jefferson Airplane és más híres helyi együttesek előzenekaraként kezdett fellépni. Később a Columbia Records lemezfelvételi szerződést is ajánlott nekik, de mire a szerződés postán megérkezett, Grace Slick már a Jefferson Airplane énekesnője volt. Erre azért kerülhetett sor, mert elődje, Signe Toly Anderson 1966 májusában gyermeket szült és a távozás mellett döntött. Slick magával vitte két dalát, a Somebody to Love-ot és a White Rabbitet. Mivel énekesnőként ő állt az együttes középpontjában, a The Great Society nélküle nem is maradhatott fenn, ezért 1966 októberében feloszlott. Később Grace és Jerry el is vált egymástól.
Miután Grace Slick a Jefferson Airplane tagjaként híres lett, a Columbia Records 1968-ban Conspicuous Only in Its Absence és How It Was címmel két albumot is kiadott a The Great Society 1966-ban készült koncertfelvételeiből. Ezek 1971-ben a Collector’s Item című dupla albumon újra megjelentek. Born to Be Burned címmel a Sundazed Records 1995-ben kiadott egy válogatásalbumot, melyen a Somebody to Love/Free Advice kislemez mellett kiadatlan stúdiófelvételek kaptak helyet.
Érdekes megjegyezni, hogy a The Great Society viszonylag népszerű név volt az együttesek körében. Maga a kifejezés a Lyndon B. Johnson elnöksége alatti társadalmi reformprogramok gyűjtőneve volt. Az egyik The Great Society nevű együttes a texasi Dallasban alakult 1966-ban, és két amerikai, illetve két brit tagja volt. 1969-es feloszlásukig az Egyesült Államokban és Kanadában léptek fel. Egyszer megtörtént, hogy a texasi Fort Worth egyik felében a texasi együttes, a másikban pedig Grace Slick együttese játszott – ugyanazon a napon.
Manapság az „eredeti” The Great Societyt a San Franciscó-i zenei színtér egyik legfontosabb együttesének tartják. Bár tagjainak tehetsége nem vetekedhetett más, hivatásos zenészekével, az együttes hangzásában megjelentek azok a pszichedelikus hatások és keleties dallamszerkezetek, melyek több helybéli együttesre voltak hatással.

## Diszkográfia

### Kislemezek
- Somebody to Love/Free Advice (1966)

### Albumok
- Conspicuous Only in Its Absence (1968)
- How It Was (1968)
- Collector’s Item (1971)
- Live at the Matrix (1989)
- Born to Be Burned (1995)

## Az együttes tagjai
- Grace Slick – ének, furulya, orgona, basszusgitár, gitár
- Jean Piersall – ének (rövid ideig 1965-ben)
- Darby Slick – gitár
- David Miner – ének, gitár
- Bard DuPont – basszusgitár, szájharmonika
- Peter Vandergelder – szaxofon, basszusgitár

## Volt tagjai
- Jerry Slick – dob, ütőhangszerek (2020-ban elhunyt[1])